# 鄭弘 (東漢)
鄭弘（？—86年），字巨君。會稽山陰（今紹興）人。
從祖郑吉，宣帝時為西域都護。求學於河東太守焦貺，早年在家耕作，為太守第五倫提拔，舉孝廉，曾為騶（兗州縣）令。焦貺因楚王劉英謀反事下獄，病死路上，諸生變姓逃禍，只有鄭弘獨自向漢明帝上表為貺申冤。皇帝下令赦免其罪，鄭弘親自為焦貺送葬。漢章帝時任尚書令、侍中，元和元年（84年）官至太尉，第五倫為司空，鄭弘仍事之如師。鄭弘與侍中竇憲有隙，竇憲反奏鄭弘“洩密”，為章帝所責，收弘印綬，鄭弘想辭官，皇帝不許。不久鄭弘病危，仍「上書陳謝，並言竇憲之短」。章帝「遣醫占弘病，比至已卒」。

## 延伸阅读
[在维基数据编辑]
 《後漢書·卷33》，出自范晔《後漢書》
 《東觀漢記》